# Fløyfjellet

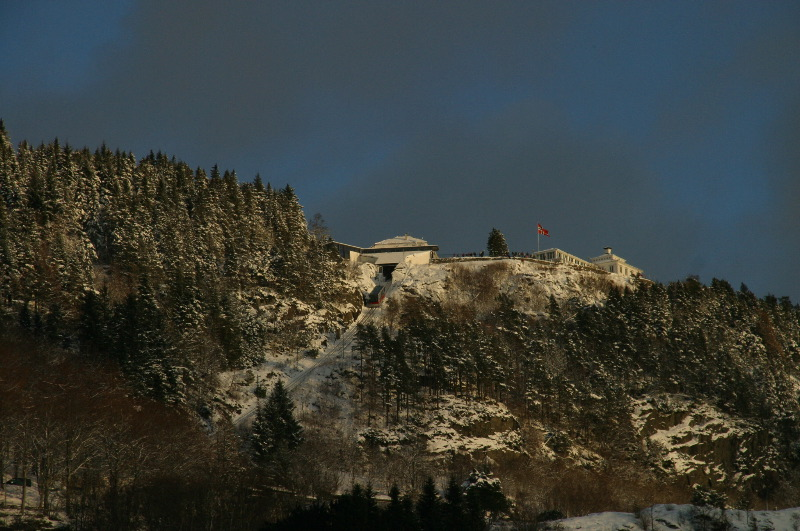
Fløyfjellet vintertid.

Fløyfjellet eller Fløyen är ett fjäll i Bergens kommun i Norge. Fjällets högsta topp ligger 399 meter över havet. Det nämns första gången 1560 och sägs ha fått sitt namn efter en vindflöjel på platsen. Kung Kristian IV red upp på toppen 1599 och kung Fredrik IV 1709.
Skogen på berget planterades på 1880-talet. En väg anlades till toppen och 1918 öppnades en restaurang. Restaurangbyggnaden, samt byggnadens inredning, ritades av arkitekten Einar Oscar Schou.
Fløyfjellet är Bergens husberg. Från toppen har betraktaren fin utsikt över stora delar av staden och öarna utanför. Fløyfjellets topp nås med Fløibanen, en bergbana som invigdes 1918.